# Pic dels Pessons
Pic dels Pessons – szczyt górski w Pirenejach Wschodnich. Administracyjnie położony jest w Andorze, w parafii Encamp. Wznosi się na wysokość 2858 m n.p.m.
Na zachód od szczytu usytuowany jest Tossal Braibal (2641 m n.p.m.), na północny zachód Alt del Griu (2874 m n.p.m.), natomiast na północnym wschodzie położony jest Pic Alt del Cubil (2833 m n.p.m.). W odległości około 2 km na południe przebiega granica Andory z Hiszpanią. W pobliżu Pic dels Pessons położone są 3 schroniska: Refugi de l’Illa, Refugi d’Ensagents oraz Refugi de Montmalús. Na południe od szczytu znajduje się jezioro Estany de l’Illa. Na stokach Pic dels Pessons swoje źródła mają liczne strumienie – na zachodnich Riu d’Ensagents, na północnych Riu de les Deveses, a na wschodnich Riu dels Pessons.